# Gary Lightbody
Gareth John Lightbody OBE, född 15 juni 1976 i Nordirland, är en nordirländsk artist och sångtextförfattare som främst är känd för att vara sångare i bandet Snow Patrol.

## Diskografi (urval)
Stutdioalbum med Snow Patrol
- 1998 – Songs for Polarbears
- 2001 – When It's All Over We Still Have to Clear Up
- 2004 – Final Straw
- 2006 – Eyes Open
- 2008 – A Hundred Million Suns
- 2011 – Fallen Empires
- 2018 – Wildness